# 陳炯輝
陳炯輝（1950年—1990年7月28日），臺灣苗栗縣苑裡鎮人，雕刻家，以雕刻原住民木雕聞名，中年即逝，今日家鄉的工作室——心雕居成為其紀念館。

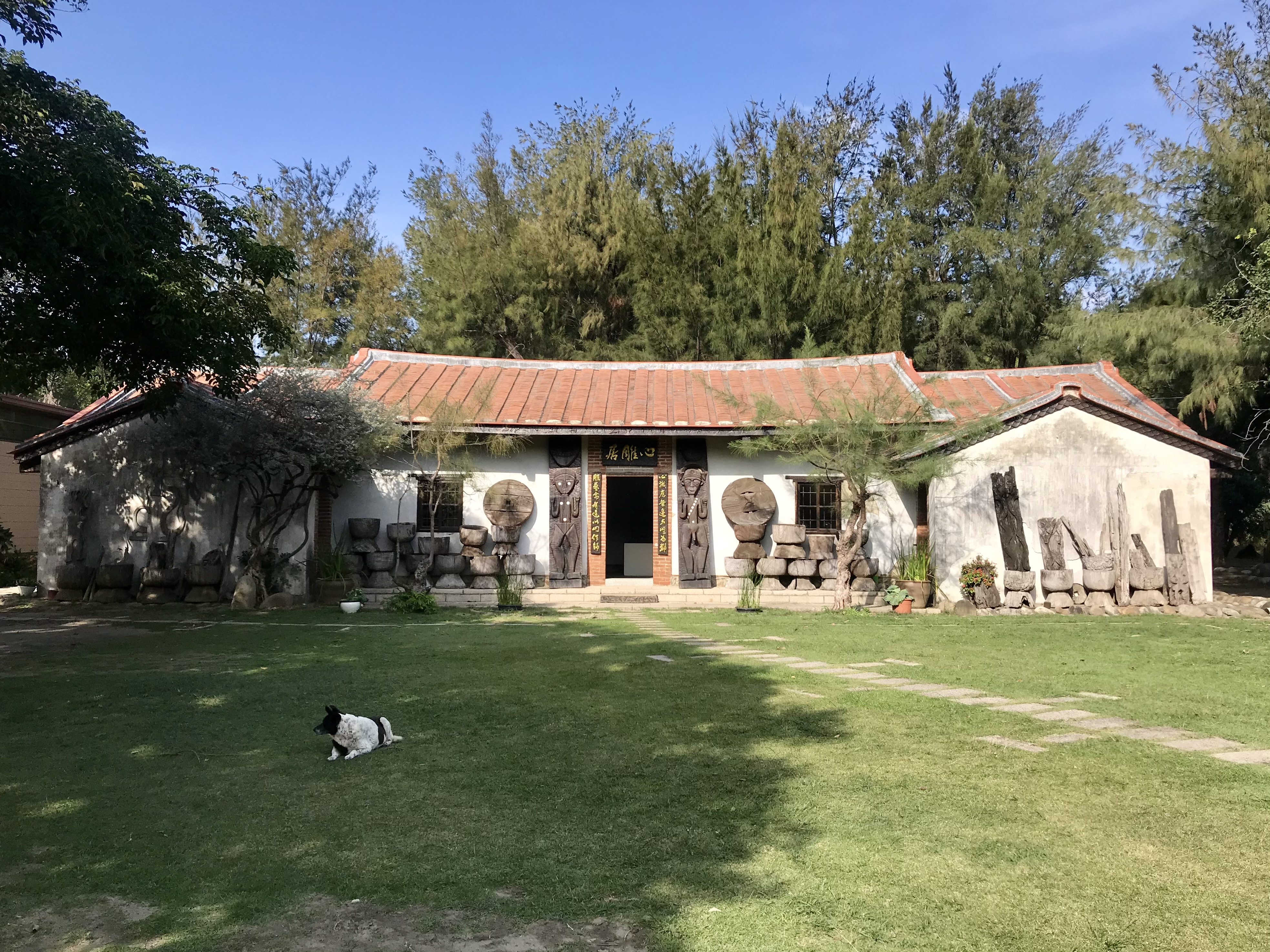
心雕居

## 生平
陳炯輝十三歲國小畢業後，帶著私存的二十塊錢從苑裡坐火車到台北謀生學習木雕，受喜歡收集原住民文物的啟蒙木雕師父鄭鈺麟影響，開始對原住民木雕有興趣。1972年，陳炯輝從軍中退伍後，成立山地門雕刻社。此雕刻工作室離苑裡海邊只有步行約三分鐘距離，位在苑裡鎮出水路64號，為一間木麻黃樹林圍繞的的古厝。
這雕刻社收了一、二十位的學徒，專以仿製排灣族木雕為主，其作品善以象徵排灣族之精神與特色的人像、人頭、百步蛇紋、鹿紋、野豬紋等常見的圖騰。陳炯輝專門加工仿製原住民文物賣給古董商，從月薪一千五百元起薪，不到一年就已加薪到一萬五千元。但這樣他並不滿意，遂實地到屏東縣潮州鎮原住民部落生活三年以學習木雕。
1984年，陳炯輝在文建會陳奇祿的鼓勵下，一改仿製的風格，改走創作的路線。由於陳奇祿說陳炯輝的木雕再精美也只是仿製品，陳炯輝便決定開始探尋自己的藝術創作。陳炯輝將雕刻社更名為「心雕居」，並以粟耘的對聯「心識應無邊與海為鄰、雕藝需有道以山作師」來闡釋「心雕居」的地理特色及其創作理念。他將原始木雕造型加以變形，雖仍保留排灣木雕的形和味，但結構上以立體轉換，並以牛樟、黃櫸為主要材料，配合像黑檀、鳥心石、紅花樟、黃楊、茄苳等不同的木料。
陳炯輝的新創作品在1985年11月19日到12月8日於台北的春之藝廊展覽，12月14日到29日在台南體育館，1986年1月1日到21日在高雄大立藝文中心，1月25日到2月14日在台中文化中心文英館繼展。該年展覽，他的獨特風格獲得藝文界的讚許與注目。之後獲得第三十一屆文藝獎章美術工藝獎。
1989年起，陳炯輝不斷咳嗽，在台中誤診為肺癆，靜心吃了兩、三個月的藥，才發現不對，到台北診斷，確定罹患肺腫瘤與肺積水。他得知自己罹患癌症後，返家刻了一件「孕」，並希望有生之年再開一次展覽。1990年，他已無法再作雕刻，癌細胞蔓延到肝及骨頭，百分之七十五的氣管也被阻塞。當年7月28日，他中午從醫院返家不久，下午1時5分，因肺癌病逝苑裡家中，享壽四十，遺有妻子及五名子女。8月5日上午9點30分公祭，由苗栗縣畫家張秋台上香主祭，唱起一首客家人的催眠曲送行。

## 身後
陳炯輝父親陳成合因思念病逝的兒子，退休後自學接觸木雕，用濱海漂流木、竹頭，雕作樸拙自然魚型；陳炯輝弟弟陳清海，也利用賣魚生意的空閒時間雕刻，其風格則明顯受到哥哥的影響，有原住民雕刻風格。
1992年，透過文建會輔助，陳炯輝朋友劉茂龍負責經營心雕居成立了陳炯輝紀念館。1998年報導時，心雕居已是旅行業者會注意的景點。

## 外部連結
- 心雕居的Facebook專頁